# Campionato Sammarinese (2025/2026)
Ten artykuł dotyczy przyszłego wydarzenia sportowego. Informacje w nim zawarte zmienią się w przyszłości.
Campionato Sammarinese (2025/2026) – 41. edycja jedynej klasy rozgrywkowej piłki nożnej w San Marino.
Rozgrywki rozpoczną się 30 sierpnia 2025, a zakończą w maju 2026 finałem baraży o Liga Konferencji UEFA.
Obrońcą tytułu jest drużyna Virtus.

## Zasady rozgrywek
W pierwszej fazie szesnaście drużyn zagra ze sobą w klasycznym systemie każdy z każdym, aby wyłonić mistrza kraju i dziesięciu uczestników fazy barażowej. 
Mistrz otrzyma prawo gry w I rundzie Ligi Mistrzów UEFA. 
Faza barażowa wyłoni reprezentanta San Marino w I rundzie kwalifikacyjnej Ligi Konferencji UEFA. 
Cztery drużyny z miejsc 8–11 zagrają w rundzie wstępnej, w której rywalizację rozstrzyga jeden mecz. 
Najlepsza z dwóch drużyn, które zakwalifikują się z rundy wstępnej (biorąc pod uwagę ranking osiągnięty w sezonie zasadniczym), 
spotka się z trzecią w tabeli drużyną, natomiast druga będzie musiała zmierzy się z drugą drużyną mistrzostw San Marino. 
Rywalizacja w ćwierćfinale i półfinale rozstrzyga się w dwumeczu. W przypadku, gdyby w tych etapach nie wyłoni się zwycięzcy, 
o zakwalifikowaniu się do następnej rundy decyduje wyższa pozycja w poprzedniej fazie. W finale obowiązuje dogrywka i rzuty karne. 
Zdobywca Pucharu San Marino 2025/2026 
otrzyma prawo gry w I rundzie kwalifikacyjnej Ligi Konferencji UEFA. 
W przypadku zdobycia pucharu przez mistrza lub zwycięzcę drugiej fazy, awans do pucharów otrzyma uczestnik finału fazy barażowej.

## Drużyny
| Uczestnicy poprzedniej edycji | Uczestnicy poprzedniej edycji | Uczestnicy poprzedniej edycji | Uczestnicy poprzedniej edycji |
| --- | ----------------------------- | ----------------------------- | ----------------------------- |
| VIR | AC Virtus                     | Acquaviva                     | 1                             |
| LFI | SP La Fiorita                 | Montegiardino                 | 2                             |
| TFI | SP Tre Fiori                  | Fiorentino                    | 3                             |
| FOL | SS Folgore/Falciano           | Serravalle                    | 4                             |
| COS | SS Cosmos                     | Serravalle                    | 5                             |
| SGI | SS San Giovanni               | Borgo Maggiore                | 6                             |
| TPE | SP Tre Penne                  | San Marino                    | 7                             |
| FIO | FC Fiorentino                 | Fiorentino                    | 8                             |
| MUR | SS Murata                     | San Marino                    | 9                             |
| FAE | SC Faetano                    | Faetano                       | 10                            |
| J/D | AC Juvenes/Dogana             | Serravalle                    | 11                            |
| DOM | FC Domagnano                  | Domagnano                     | 12                            |
| LIB | AC Libertas                   | Borgo Maggiore                | 13                            |
| CAI | SP Cailungo                   | Borgo Maggiore                | 14                            |
| U22 | San Marino Academy U22        | San Marino                    | 15                            |
| PEN | SS Pennarossa                 | Chiesanuova                   | 16                            |
| Oznaczenia: - kolumna pierwsza – skróty nazw drużyn, - kolumna trzecia – siedziba klubu, - kolumna czwarta – miejsce zajęte w poprzednim sezonie. |                               |                               |                               |

## Faza pierwsza

### Tabela
| Lp. | Drużyna                | M | Z | R | P | B+ | B– | +/– | Pkt | Kwalifikacja                                |
| --- | ---------------------- | - | - | - | - | -- | -- | --- | --- | ------------------------------------------- |
| 1   | Virtus                 | 0 | 0 | 0 | 0 | 0  | 0  | 0   | 0   | Liga Mistrzów UEFA • I runda kwalifikacyjna |
| 2   | La Fiorita             | 0 | 0 | 0 | 0 | 0  | 0  | 0   | 0   | baraż o ligę konferencji                    |
| 3   | Tre Fiori              | 0 | 0 | 0 | 0 | 0  | 0  | 0   | 0   | baraż o ligę konferencji                    |
| 4   | Folgore/Falciano       | 0 | 0 | 0 | 0 | 0  | 0  | 0   | 0   | baraż o ligę konferencji                    |
| 5   | Cosmos                 | 0 | 0 | 0 | 0 | 0  | 0  | 0   | 0   | baraż o ligę konferencji                    |
| 6   | San Giovanni           | 0 | 0 | 0 | 0 | 0  | 0  | 0   | 0   | baraż o ligę konferencji                    |
| 7   | Tre Penne              | 0 | 0 | 0 | 0 | 0  | 0  | 0   | 0   | baraż o ligę konferencji                    |
| 8   | Fiorentino             | 0 | 0 | 0 | 0 | 0  | 0  | 0   | 0   | baraż o ligę konferencji                    |
| 9   | Murata                 | 0 | 0 | 0 | 0 | 0  | 0  | 0   | 0   | baraż o ligę konferencji                    |
| 10  | Faetano                | 0 | 0 | 0 | 0 | 0  | 0  | 0   | 0   | baraż o ligę konferencji                    |
| 11  | Juvenes/Dogana         | 0 | 0 | 0 | 0 | 0  | 0  | 0   | 0   | baraż o ligę konferencji                    |
| 12  | Domagnano              | 0 | 0 | 0 | 0 | 0  | 0  | 0   | 0   |                                             |
| 13  | Libertas               | 0 | 0 | 0 | 0 | 0  | 0  | 0   | 0   |                                             |
| 14  | Cailungo               | 0 | 0 | 0 | 0 | 0  | 0  | 0   | 0   |                                             |
| 15  | San Marino Academy U22 | 0 | 0 | 0 | 0 | 0  | 0  | 0   | 0   |                                             |
| 16  | Pennarossa             | 0 | 0 | 0 | 0 | 0  | 0  | 0   | 0   |                                             |

### Wyniki spotkań
| Gospodarz \ Gość       | CAI | COS | DOM | FAE | FTO | FOL | JUV | LFI | LIB | MUR | PEN | SGI | SMA | TFI | TPE | VIR |
| ---------------------- | --- | --- | --- | --- | --- | --- | --- | --- | --- | --- | --- | --- | --- | --- | --- | --- |
| Cailungo               |     |     |     |     |     |     |     |     |     |     |     |     |     |     |     |     |
| Cosmos                 |     |     |     |     |     |     |     |     |     |     |     |     |     |     |     |     |
| Domagnano              |     |     |     |     |     |     |     |     |     |     |     |     |     |     |     |     |
| Faetano                |     |     |     |     |     |     |     |     |     |     |     |     |     |     |     |     |
| Fiorentino             |     |     |     |     |     |     |     |     |     |     |     |     |     |     |     |     |
| Folgore/Falciano       |     |     |     |     |     |     |     |     |     |     |     |     |     |     |     |     |
| Juvenes/Dogana         |     |     |     |     |     |     |     |     |     |     |     |     |     |     |     |     |
| La Fiorita             |     |     |     |     |     |     |     |     |     |     |     |     |     |     |     |     |
| Libertas               |     |     |     |     |     |     |     |     |     |     |     |     |     |     |     |     |
| Murata                 |     |     |     |     |     |     |     |     |     |     |     |     |     |     |     |     |
| Pennarossa             |     |     |     |     |     |     |     |     |     |     |     |     |     |     |     |     |
| San Giovanni           |     |     |     |     |     |     |     |     |     |     |     |     |     |     |     |     |
| San Marino Academy U22 |     |     |     |     |     |     |     |     |     |     |     |     |     |     |     |     |
| Tre Fiori              |     |     |     |     |     |     |     |     |     |     |     |     |     |     |     |     |
| Tre Penne              |     |     |     |     |     |     |     |     |     |     |     |     |     |     |     |     |
| Virtus                 |     |     |     |     |     |     |     |     |     |     |     |     |     |     |     |     |

## Najlepsi strzelcy
| Bramki | Strzelcy | Drużyna |
| ------ | -------- | ------- |
| Gol    |          |         |

Stan na 2025-08-30. Źródło: .